# Cucullia zerkowitzi
Cucullia zerkowitzi là một loài bướm đêm trong họ Noctuidae.